# Negligência Intermediária Modificada da Sobreposição Diferencial
MINDO, ou Negligência Intermediária Modificada da Sobreposição Diferencial é um método semi-empírico  para o cálculo quantum molecular de estrutura eletrônica em química computacional. Ela é baseado no método da Negligência Intermediária da Sobreposição Diferencial (INDO)  de John Pople. Ela foi desenvolvida pelo grupo de Michael Dewar e foi o método original no programa MOPAC. O método, na verdade, deve ser referido como MINDO/3. Mais tarde, foi substituído pelo método MNDO, que por sua vez foi substituído pelos métodos PM3 e AM1.